# Marcy-l’Étoile

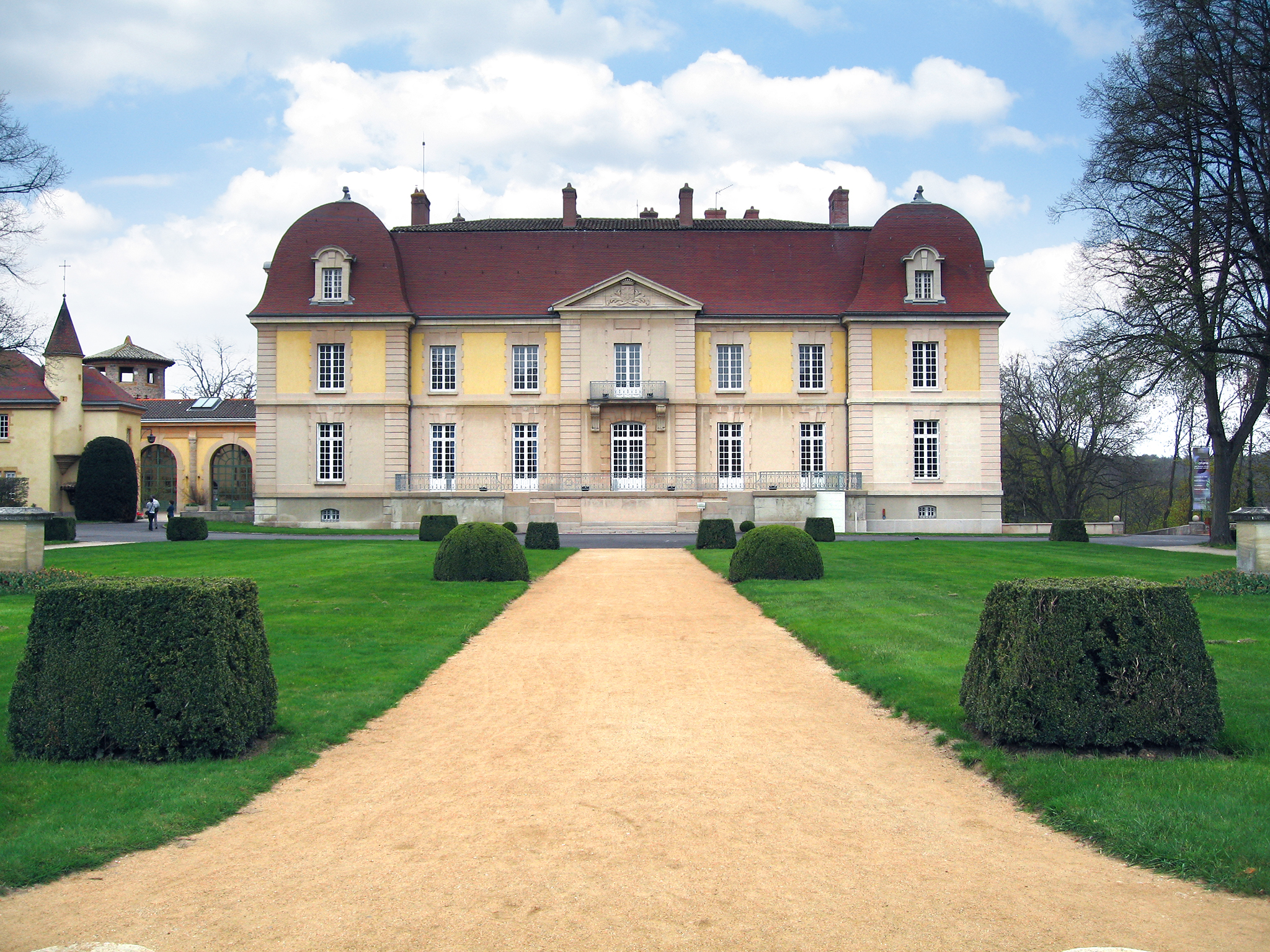
Zamek w Marcy-l’Étoile, 2006

Marcy-l’Étoile – miejscowość i gmina we Francji, w regionie Owernia-Rodan-Alpy, w departamencie Rodan.
Według danych na rok 1990 gminę zamieszkiwało 2599 osób, a gęstość zaludnienia wynosiła 484 osób/km² (wśród 2880 gmin regionu Rodan-Alpy Marcy-l’Étoile plasuje się na 342. miejscu pod względem liczby ludności, natomiast pod względem powierzchni na miejscu 1487.).